# 青森市立莨町小学校
青森市立莨町小学校（あおもりしりつ たばこまちしょうがっこう）は、青森県青森市青柳2丁目にある公立小学校。

## 基礎情報
- 所在地 - 青柳2丁目7番25号

## 概要
総合学習や国際交流など様々な部門において注目されている。地域の人材や社会生活施設などを用いて、学校・家庭・地域社会が一体化して共通した目標を持てるような教育をする事を目指しており、「生きる力」を養うその教育には内外から注目が集まっている。
ただ、全校児童が100人程度しかいないため、近年は統合に関する議論に巻き込まれる事も多い。統合の相手として候補によく挙がったのは橋本小学校や合浦小学校であるが、2001年に橋本小学校との合併が取りざたされた時は、橋本小学校の関係者達が青森市が問題を摩り替えているとして猛反発し、結局白紙撤回されている。
莨町は古くは「多葉粉町」「多葉香町」とも表現され、煙草の商売が許可されたため町名を莨町としたとされているが、その標柱があるのも小学校前の道路である。現在は地名は残っていない。
進学先は基本的に浪打中学校と浦町中学校である。

## 児童数
2023年（令和5年）5月1日時点
| 学年 | 1年 | 2年 | 3年 | 4年 | 5年 | 6年 | 特別支援   | 合計 |
| ---- | --- | --- | --- | --- | --- | --- | ---------- | ---- |
| 学級 | 0.5 | 0.5 | 0.5 | 0.5 | 0.5 | 0.5 | 2          | 5    |
| 児童 | 5   | 1   | 3   | 2   | 3   | 6   | 2 （内数） | 20   |

- 学級数「0.5」は、複式学級を表す。

## 沿革
出典
- 1922年（大正11年）
  - 4月1日 - 創立開校。校舎落成まで橋本小学校校舎の一部を仮用、2部授業とした。
  - 7月1日 - 初代校旗制定[3]。同月、落成式挙行。
- 1923年（大正12年）4月 - 校歌制定[3]。
- 1925年（大正14年）4月 - 高等科併置が認可され、莨町尋常高等小学校と改称。
- 1932年（昭和7年）4月 - 高等科廃止、莨町尋常小学校と改称。
- 1941年（昭和16年）4月1日 - 国民学校令により、青森市立莨町国民学校と改称。
- 1941年（昭和17年）7月5日 - 2代目校旗制定[3]。同月、創立20周年記念式を挙行。
- 1945年（昭和20年）
  - 7月28日 - 青森空襲による戦災のため、校舎焼失する。
  - 8月 - 学校を閉鎖し浪打小学校に移る。
- 1950年（昭和25年）11月 - 新校舎が竣工し、復興開校。
- 1955年（昭和30年）3月 - 3代目（現行）校旗制定[3]。
- 1967年（昭和42年）2月 - センター方式による完全給食開始。
- 1970年（昭和45年）7月 - 創立50周年記念式典挙行。
- 1980年（昭和55年）7月 - 校舎改築工事開始。
- 1981年（昭和56年）10月 - 新校舎移転。
- 1983年（昭和58年）2月 - 創立60周年（創学百年、校舎改築）記念式典挙行。
- 1992年（平成4年）11月 - 創立70周年記念式典挙行。
- 1994年（平成6年）9月 - ハンガリー共和国のアラニ・ヤーノシュ小学校と版画・図画で交流。
- 2002年（平成14年）
  - 4月 - 地域コミュニティを設立。
  - 11月 - 創立80周年記念式典挙行。
- 2002年（平成14年）11月 - 創立80周年記念式典挙行。
- 2007年（平成19年）5月 - 腐食のため校庭遊具（ジャングルジム・登り棒）撤去。
- 2011年（平成23年）3月 - 校舎耐震補強工事完了。
- 2012年（平成24年）
  - 4月 - 1・2学年で複式学級。
  - 10月13日 - 創立90周年記念式典挙行。
- 2022年（令和4年）
  - 5月 - 創立100周年記念事業の共同版画制作開始[4]。
  - 6月 - 創立100周年記念事業の花壇づくり開始[4]。
  - 10月8日 - 創立100周年記念式典挙行[5]。

## 学区
出典
- 青柳（1丁目・2丁目）、港町（1丁目の一部・2丁目の一部）、茶屋町の一部、堤町1丁目の一部。

## 進学先中学校
出典
- 青森市立浦町中学校 - 青柳・堤町から通う児童の主な進学先
- 青森市立浪打中学校 - 茶屋町・港町から通う児童の主な進学先

## 学校周辺
- 堤川
- 青森青柳郵便局

## アクセス
- 青森市市バス「青柳線」で、「青柳橋」停留所より、学校正門まで、
  - 県立中央病院前行のりばから、すぐそば（約40m）。
  - 青森駅前行のりばから、徒歩約130m・約2分。
    - 青森駅前行停留所から学校正門まで、直線距離では約50mほどだが、青柳橋西詰付近にある横断歩道が設置されている市道交差点まで廻る必要があるため、約2.5倍の距離となる。
- 青森市営バス・JRバス東北・弘南バス・十和田観光電鉄バス「堤橋」停留所より、学校正門まで、
  - 県立中央病院前・東部営業所・浅虫温泉駅前・矢田前・十和田方面行のりば（国道4号線上）から、徒歩約300m・約4分。
  - 古川・青森駅前・西部営業所・五所川原駅前・黒石駅前方面行のりば（国道4号線上）から、徒歩約345m・約5分。
  - 県立中央病院前・東部営業所行（県道27号線(松原通り)上）のりばから、徒歩約330m・約5分。
  - 中筒井・田茂木野方面行（県道27号線(松原通り)上）のりばから、徒歩約370m・約6分。

## 友好提携校
- ハンガリー、ケチケメート市アラニ・ヤノーシュ小学校（版画・絵画作品などで交流している）